# Ubangi (musikgrupp)
Ubangi var en svensk popgrupp, aktiv 1982-1985. Den hade viss new wave-inspiration och hade bland annat Cia Berg och Orup som medlemmar.

## Beskrivning och historik
Ubangis musik var inspirerad av Devo och annan konstnärlig new wave, och byggde till stor del på karisman hos gruppens två framträdande medlemmar – Cia Berg och Orup. 
Efter att antal framgångsrika konserter gav Ubangi ut två LP-skivor, vilka sålde dåligt. Utstrålningen och energin som gruppen hade live nådde inte alls ut på skiva. Så här efteråt framstår duetterna som de låtar som hållit bäst, exempelvis "The Little Cat and the Dirty Dog" och "A Little Bit Shy," där Cia Bergs svaga men charmiga röst får stöd av Orups starkare stämma. 
Bandmedlemmarna skingrades. Orup och Cia Berg bildade Thereisno Orchestra som fanns 1986-1987.
Orup kom senare att göra solokarriär och Cia Berg nådde en internationell publik i gruppen Whale. Anders Eriksson blev senare medlem av Lustans Lakejer och Mats Wigerdal spelade senare i bland annat Robert Johnson and Punchdrunks.

## Medlemmar
- Cia Berg (sång)
- Ted Bolin (elbas)
- Anders Eriksson (gitarr)
- Thomas 'Orup' Eriksson (gitarr, sång)
- Ragnar Orsén (trumpet)
- Christer Edfeldt "Crille Papper" (trummor)
- Mats Wigerdal "The Carrot Man" (synth, wacko vocals)
- Pälle Wiklund (saxofon)
- Michael "Spider" Sundqvist (bassynth) 1984-

## Diskografi

### Studioalbum
- 1982 - Oh No, I'm Pregnant!
  - Do Your Duty (3:31)
  - Gino (2:47)
  - Where Have All The Good Sperms Gone? (3:10)
  - Watch Me Carefully (3:09)
  - Amontillado (4:56)
  - Just A Little Bit Shy (3:49)
  - It's Not Unusual (2:43)
  - The Heartbeat (3:40)
  - The Happy Country Boy (3:55)
  - In Zaire (5:01)

- 1984 - Disco Baby
  - The Disco Baby Theme
  - They Came From Outer Space
  - Did You Give Me The Wrong Number?
  - Let's Get Married
  - Hit Parade
  - Girl Crazy
  - Don't Touch Me There
  - She Didn't Know I Was A .......
  - Gamma-Ray
  - So Many Girls
  - Naked In The World

- 1992 - Oh No, I'm Pregnant! (CD-version)[4]
  - The Little Cat And The Dirty Dog (3:02)
  - Do Your Duty (3:31)
  - Gino (2:47)
  - Where Have All The Good Sperms Gone? (3:10)
  - Watch Me Carefully (3:09)
  - Amontillado (4:56)
  - Just A Little Bit Shy (3:49)
  - It's Not Unusual (2:43)
  - The Heartbeat (3:40)
  - The Happy Country Boy (3:55)
  - In Zaire (5:01)
  - I Do Voodoo (2:42)
  - Messin' With My Guy (2:57)
  - Lovelight (3:21)
  - Ball Of Confusion (4:36)

### Singlar
- 1983 - "The Little Cat and the Dirty Dog"/"I Do Voodoo"
- 1983 - "Messin' With My Guy"/"Lovelight"
- 1984 - "Did You Give Me the Wrong Number?"/"Hit Parade"
- 1984 - "Heartbeat"
- 1985 - "Monster ombord"/"Alla casanovors sjukhus"

## Källhänvisningar
1. 1 2  ”118 100 Svar på allt Orup Faktiskt”. Arkiverad från originalet den 21 augusti 2010. https://web.archive.org/web/20100821142421/https://spa.118100.se/faktiskt%2Borup. Läst 2 november 2010.
2. ↑  "Ubangi". Discogs.com. Läst 28 augusti 2014. (engelska)
3. ↑  ”JPop.com Ubangi”. Arkiverad från originalet den 25 maj 2012. https://archive.today/20120525165643/http://www.jpop.com/Ubangi. Läst 2 november 2010.
4. ↑  ”Svensk mediadatabas (sökord Ubangi)”. Svensk mediedatabas. http://smdb.kb.se/catalog/search?q=ubangi+typ%3Afonogram&x=0&y=0. Läst 1 november 2010.